# Marc Barbut
Marc Barbut est un mathématicien, statisticien et épistémologue français né le 23 février 1928 à Paris où il est mort le 12 décembre 2011,.

## Biographie
Après un diplôme d'études supérieures sur le calcul des probabilités et les statistiques à la Faculté des sciences de Paris, Marc Barbut a été reçu à l'agrégation de mathématiques puis a soutenu une thèse d'Etat ès lettres et sciences humaines à la Sorbonne.
Après une courte période au CNRS, il devient chef de travaux puis directeur d'études à l'École pratique des hautes études, dont la sixième section devient en 1975 l'École des hautes études en sciences sociales. Par ailleurs, il enseigne aussi à l'ISUP, ainsi qu'à la Sorbonne et à l'Université Paris Descartes. Par la suite, il est codirecteur puis directeur du Centre d'analyse et de mathématique sociales (CAMS) de l'EHESS.
Il a participé au courant de formalisation mathématique des sciences humaines et sociales, et en particulier, bien que de façon plus anecdotique, aux travaux sur la formule canonique du mythe effectués par Claude Lévi-Strauss dans les derniers volumes des Mythologiques. Il a fait partie des premiers signataires du manifeste des 121, en 1960.
Ayant dirigé plusieurs collections et de nombreux ouvrages, il était chevalier de la Légion d’honneur (1975), officier de l’Ordre du Mérite et commandeur de l’Ordre des palmes académiques. Il a été nommé docteur honoris causa de l'Université nationale d'enseignement à distance de Madrid en 2005. Laissant derrière lui une œuvre importante sur l'application des mathématiques aux sciences humaines et sociales, il est mort dans la nuit du 11 au 12 décembre 2011,.
Bernard Bru lui a consacré en 2012 un hommage paru dans la revue Mathématiques et sciences humaines. 

## Distinctions
- Chevalier de la Légion d’honneur (1975)
- Officier de l’Ordre du Mérite
- Commandeur de l’Ordre des Palmes académiques

## Sélection de publications
- Série Mathématiques et sciences de l’Homme, Gauthier-Villars, Paris et Mouton, Paris et La Haye, 19 titres publiés (dont 4 traduits en anglais), 1965-1975.
- Série Méthodes mathématiques des sciences de l’Homme, Hachette, Paris, 6 titres parus, 1970-1975.
- 1966: Cahiers mathématique I, série Mathématiques et sciences de l’Homme, 162 pages.
- 1970: Cahiers mathématiques III, série Mathématiques et sciences de l’Homme, 106 pages.
- 1971: Ordres totaux finis, série Mathématiques et sciences de l’Homme, 315 pages.
- 1973: Combinatoire, graphes et algèbre, 178 pages, traduction en anglais : Combinatorics, Graphs and Algebra, Mouton, La Haye, 1976.